# Ptychostomella pectinata
Ptychostomella pectinata is een buikharige uit de familie Thaumastodermatidae. Het dier komt uit het geslacht Ptychostomella. Ptychostomella pectinata werd in 1926 voor het eerst wetenschappelijk beschreven door Remane. 